# German Darts Masters 2017 (World series)
De German Darts Masters (World Series) 2017 was de eerste editie van de German Darts Masters in de vorm van een World Series toernooi. Tot het voorjaar van 2017 was de German Darts Masters nog de benaming voor een Eurotour toernooi Darts. Het toernooi was onderdeel van de World Series of Darts. Het toernooi werd gehouden van 20 oktober tot 21 oktober 2017 in de Castello Arena, Düsseldorf. De Schot  Peter Wright won de eerste editie van het toernooi door in de finale met 11-4 knap te winnen van Phil Taylor.

## Deelnemers
Net als in elk World Series toernooi speelde ook hier 8 PDC Spelers tegen 8 darters uit het land/gebied waar het toernooi ook gehouden wordt. De deelnemers waren:
- Gary Anderson
- Michael van Gerwen
- Phil Taylor
- Peter Wright
- Raymond van Barneveld
- James Wade
- Daryl Gurney
- Kyle Anderson
- Mensur Suljovic
- Max Hopp
- Maik Langendorf
- Stefan Stoyke
- Martin Schindler
- Kevin Münch
- Dragutin Horvat
- Robert Marijanović